# كوهي هاتوري
كوهي هاتوري (باليابانية: 服部 康平) (4 أبريل 1991 في كاواساكي في اليابان – )؛ هو لاعب كرة قدم ياباني سابق كان يلعب كمهاجم.

## وصلات خارجية
- كوهي هاتوري على موقع رابطة كرة القدم اليابانية للمحترفين (اليابانية)
- كوهي هاتوري على موقع قاعدة بيانات كرة القدم.إي يو (الإنجليزية)
- كوهي هاتوري على موقع Soccerway.com (الإنجليزية)
- كوهي هاتوري على موقع عالم كرة القدم.نت (الإنجليزية)